# Hervormde kerk (Sittard)
De voormalige Hervormde kerk van Sittard (ook: Gruizenkerkje) bevindt zich aan de Gruizenstraat 3.

## Geschiedenis
Vanaf 1636 beschikten de hervormden over een schuilkerk, welke in 1677 afbrandde. In 1680-1681 werd de huidige kerk gebouwd. In 1684 kwam de toren gereed die in 1840 nog werd verhoogd. In 1815 kwam de hoofdingang in de noordgevel. Restauratie volgde in 1976-1978. Ook in 2013 werd nog een restauratie uitgevoerd en sindsdien doet de kerk dienst als multicultureel centrum, waarin af en toe ook kerkdiensten worden gehouden. De protestanten kerken sinds 2004 voornamelijk in de -voorheen gereformeerde- Johanneskerk.

## Gebouw
Het betreft een bakstenen zaalkerk, voorzien van een vierkante toren met natuurstenen hoekbanden en venteromlijstingen. De toren wordt gedekt door een lantaarn. De kerkruimte is voorzien van een stucplafond van 1840. Het interieur omvat een preekstoel van 1817, vervaardigd door J. Beugels, en twee herenbanken in late Lodewijk XVI-stijl ongeveer van dezelfde tijd.
In de jaren '70 van de 20e eeuw is de omgeving van deze kerk sterk gedegradeerd door de bouw van winkelpanden.